# Bactrocera alampeta
Bactrocera alampeta
 es una especie de díptero que Drew describió por primera vez en 1989. Bactrocera alampeta pertenece al género Bactrocera de la familia Tephritidae.